# Phrudocentra centrifugaria
Phrudocentra centrifugaria là một loài bướm đêm trong họ Geometridae.